# NGC 4018
NGC 4018 (również PGC 37699 lub UGC 6966) – galaktyka spiralna (Sab), znajdująca się w gwiazdozbiorze Warkocza Bereniki. Odkrył ją John Dreyer 26 kwietnia 1878 roku.